# Epaminonda (nome)
Epaminonda  è un nome proprio di persona italiano maschile.

## Varianti in altre lingue
- Catalano: Epaminondes
- Ceco: Epameinóndás
- Francese: Épaminondas
- Greco antico: Ἐπαμεινώνδας (Epameinondas)[2][3]
- Greco moderno: Επαμεινώνδας (Epameinōndas)
- Latino: Epaminondas[1]
- Lituano: Epaminonds
- Polacco: Epaminondas
- Portoghese: Epaminondas
- Russo: Эпаминонд (Ėpaminond)
- Spagnolo: Epaminondas
- Turco: Epaminondos
- Ungherese: Epameinóndasz

## Origine e diffusione
È un nome di matrice classico-storica, portato da Epaminonda, il generale tebano che vinse gli spartani nelle battaglie di Leuttra e di Mantinea.
Deriva dal greco Ἐπαμεινώνδας (Epameinondas), composto da ἐπί (epi, "su", "sopra", da cui anche Epifanio) e αμεινων (ameinon, "migliore"), e in base a ciò alcune fonti ne interpretano il significato come "prestantissimo"; altre lo danno come "colui che indugia sulle parole", ma senza fornire dati etimologici a supporto di tale affermazione.

## Onomastico
Si tratta di un nome adespota, cioè privo di santo patrono; l'onomastico può essere festeggiato ad Ognissanti, il 1º novembre

## Persone

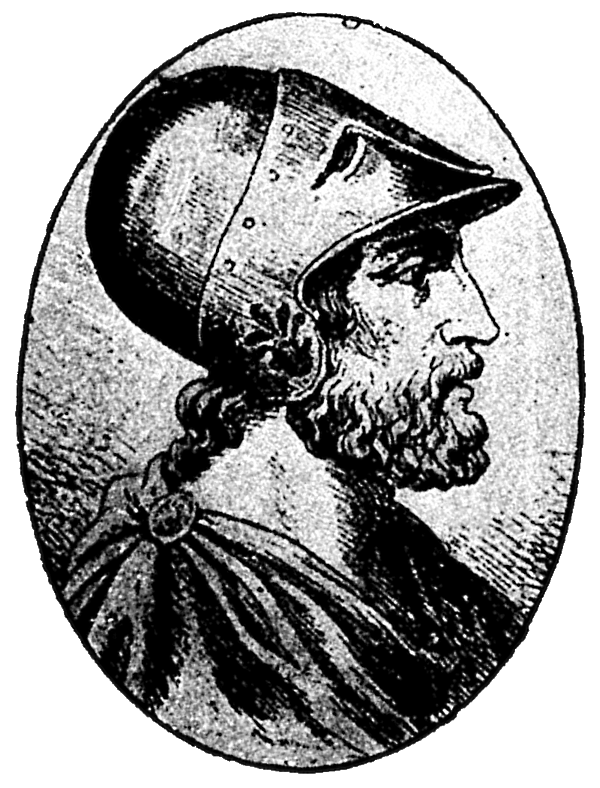
Epaminonda

- Epaminonda, politico e generale tebano
- Epaminonda Abate, medico italiano
- Epaminonda Nicu, calciatore rumeno
- Epaminonda Troya, presbitero e criminale italiano

### Varianti
- Epameinondas Deligiorgis, politico greco
- Epameinōndas Samartzidīs, pallanuotista e nuotatore greco